# Europees jaar van de fiets 2024
Het project om van 2024 het Europees Jaar van de Fiets te maken, wordt gedragen door het Europees Parlement en verschillende lidstaten van de Raad van de Europese Unie. Het doel van het project is om Europese burgers meer bewust te maken over het gebruik van de fiets en de voordelen ervan; hen een jaar lang samen te brengen rond cultuur-, sport- en feestprojecten; en de nood aan een gemeenschappelijke strategie voor de ontwikkeling van het fietsen onder de aandacht van de EU-lidstaten te brengen

## Europese context
Terwijl de EU zich heeft geëngageerd om de uitstoot van broeikasgassen tegen 2030 met 55% te verminderen met als doel tegen 2050 CO²-neutraal te zijn, is de uitstoot van de transportsector als enige sinds de jaren negentig niet gedaald. Europarlementariërs en transportministers uit verschillende EU-lidstaten zijn van mening dat de fiets een sleutelrol speelt bij het bereiken van de Europese klimaatdoelstellingen. De eerste vicevoorzitter van de Europese Commissie, Frans Timmermans, wil ook dat fietsen als volwaardige vervoerswijze wordt erkend en niet alleen als sport of een vrijetijdsbesteding.
Om het aantal fietskilometers tegen 2030 te verdubbelen, willen de Europese leiders de infrastructuur verbeteren, in het bijzonder dankzij de aanleg van gescheiden fietspaden, betere interconnectie tussen vervoersmodi (met name plek voor fietsen in treinen), het vereenvoudigen van verplaatsingen tussen de periferie en stadscentra en meer deelsystemen.
De ontwikkeling van de fiets heeft bovendien ook een impact op de economie en werkgelegenheid. Het fietsecosysteem is goed voor meer dan 1.000 kmo's en genereert ongeveer 1 miljoen banen. Het Europees Parlement schat dat dit aantal tegen 2030 zou kunnen verdubbelen.

## Historiek kandidatuur “Europees Jaar van de Fiets 2024”

### Raad van de Europese Unie
Op 2 juni 2022 nam Georges Gilkinet, federaal minister van Mobiliteit in België, het initiatief om een verklaring op te stellen en ter medeondertekening aan de Europese ministers van Vervoer voor te leggen. Hij presenteerde de “European Cycling Declaration” officieel op de formele Raad van ministers van Vervoer in Luxemburg. Vijf andere lidstaten traden België bij en medeondertekenden de verklaring: Oostenrijk, Denemarken, Ierland, het Groothertogdom Luxemburg en Nederland.
De European Cycling Declaration benadrukt de voordelen van de fiets als duurzaam, efficiënt en modern vervoersmiddel. De verklaring onderstreept de positieve impact van de ontwikkeling van de fietsindustrie op de Europese economie.
De ondertekenende ministers formuleerden verschillende formele verzoeken aan de Europese Commissie:
- 2024 uitroepen tot Europees Jaar van de Fiets;
- Meer Europese fondsen vrijmaken voor het fietsbeleid, bijvoorbeeld in het kader van de Europese Green Deal;
- Eurostat opdragen om kennis en statistieken over de fiets en andere actieve vervoerswijzen te ontwikkelen;
- Rekening houden met fietsen in TEN-T-netwerken en -projecten met het oog op een positief effect voor de fiets en projecten vermijden die de fietsinfrastructuur of -praktijk schaden.

Op 28 februari 2023, na de informele Raad van ministers van Vervoer in Stockholm, hadden 13 van de 27 Europese landen medeondertekend. Slovakije ondertekende als 14de land. De European Cycling Declaration is dus medeondertekend door meer dan de helft van de lidstaten van de Europese Unie. 
| Land        | Minister ondertekenaar | Datum van ondertekening |
| ----------- | ---------------------- | ----------------------- |
| België      | George Gilkinet        | 2 juni 2022             |
| Oostenrijk  | Leonore Gewessler      | 2 juni 2022             |
| Ierland     | Eamon Ryan             | 2 juni 2022             |
| Denemarken  | Trine Bramsen          | 2 juni 2022             |
| Luxemburg   | François Bausch        | 2 juni 2022             |
| Nederland   | Mark Harbers           | 2 juni 2022             |
| Slovenië    | Bojan Kumer            | 30 juni 2022            |
| Frankrijk   | Clément Beaune         | 21 oktober 2022         |
| Spanje      | Raquel Sanchez Jiménez | 5 december 2022         |
| Hongarije   | Mariusz Revesz         | 5 december 2022         |
| Griekenland | Michalis Papadopoulos  | 7 december 2022         |
| Litouwen    | Marius Skuodis         | 27 februari 2023        |
| Estland     | Riina Sikkut           | 28 februari 2023        |
| Slowakije   | Andrej Doležal         | 14 maart 2023           |

### Europees parlement

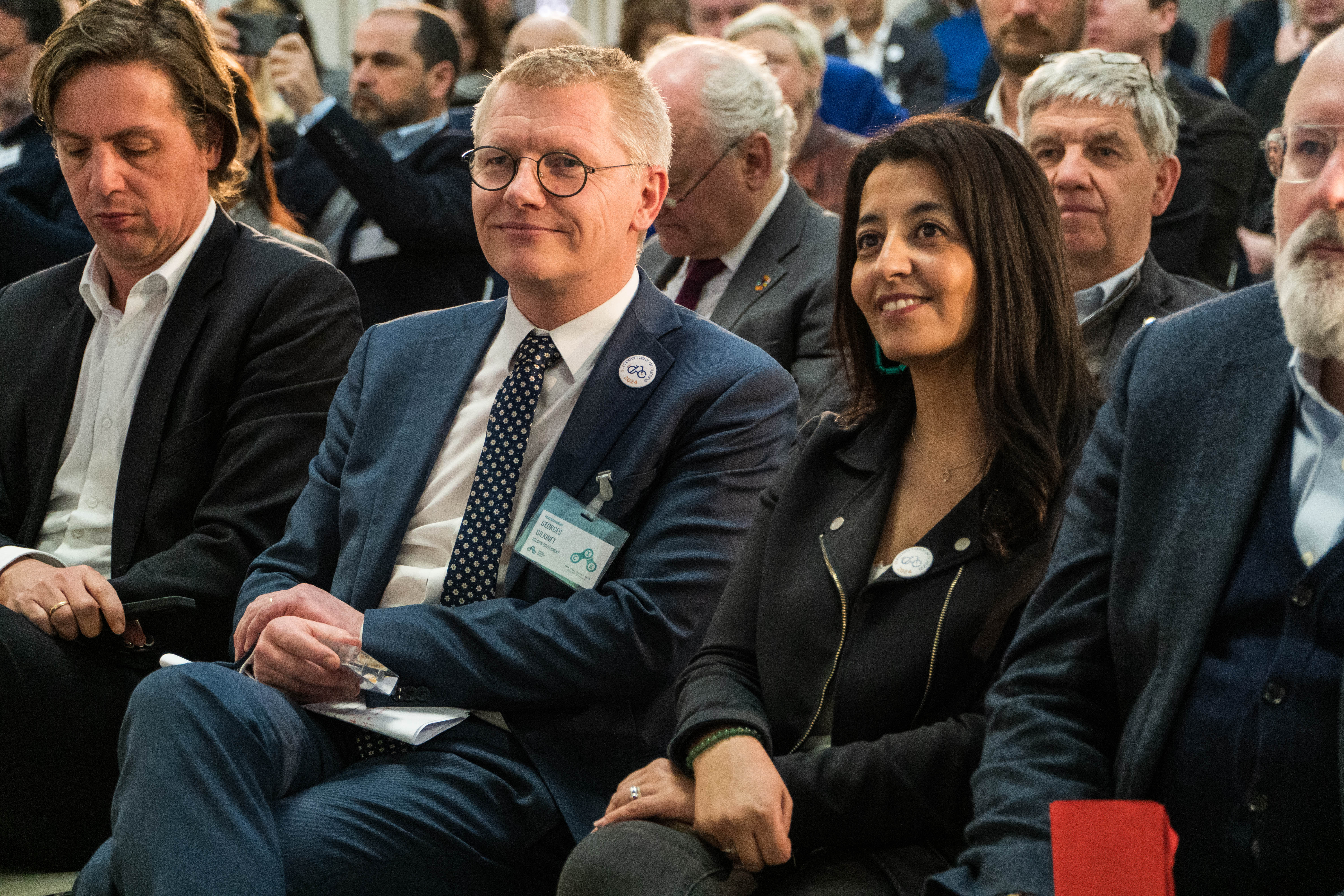
Belgisch federaal minister van Mobiliteit Georges Gilkinet en Frans EP-lid Karima Delli tonen een EYOC2024 badge

Op 16 februari 2023 stemde het Europees Parlement een resolutie over de ontwikkeling van een Europese fietsstrategie. Deze resolutie is het resultaat van het werk van de Commissie van Vervoer van het Europees Parlement, onder voorzitterschap van Karima Delli. Artikel 17 van de resolutie vermeldt uitdrukkelijk de aanvraag van het Parlement: “het Europees Parlement verzoekt de Commissie 2024 uit te roepen tot Europees Jaar van de Fiets”.